# Congreso General de la Nación (Libia)
El Congreso General de la Nación, CGN (en árabe: المؤتمر الوطني العام, en bereber: Agraw Amuran Amatay) fue una institución política de Libia que representó el órgano legislativo  para sustituir el Consejo Nacional de Transición de Libia, una organización de trabajo temporal quien se desempeñó como gobierno después de la caída del régimen político de Muammar Gaddafi en 2011, y se extendió hasta la aprobación de un parlamento elegido definitivo: la Cámara de Representantes de Libia.
Después de la primera sesión del CGN, el Consejo Nacional de Transición de Libia quedó disuelto automáticamente y el Congreso eligió a Mohamed Yousef al-Magariaf como su presidente, que fue sustituido por Nuri Abu Sahmain hasta la abolición del órgano.

## Atribuciones
Esta era una institución política creada por la Declaración Constitucional de 2011, emitido por el Consejo Nacional de Transición en la ciudad de Bengasi. Se estipula en el artículo 30 de la Declaración que contempla una serie de habilidades tales como: 
- a) Elegir a los miembros de la
- b) Libia Ejecutivo aprobar el proyecto de la constitución política y lo someterá a un referéndum popular.
- c) Preparar una ley electoral de acuerdo con la nueva Constitución del país.
- d) Reforma de la Comisión Electoral.
- e) Aprobar los resultados de las elecciones y el parlamento electo de convocar su primera reunión.

## Composición del Congreso General de la Nación de Libia
Se compone de 200 miembros con 80 escaños reservados para estas personas afiliadas a un partido político y 120 de estos lugares deben ser ocupados por políticos independientes, sin relación, es decir, a un partido político.

## Sede
La ubicación permanente de la legislatura de Libia no se ha decidido aún, pero se ha propuesto que un nuevo edificio del parlamento podría ser construido en la antigua Bab al-Azizia complejo donde tenía el poder Gaddafi. Como medida provisional, la Asamblea General del Congreso Nacional se reunirá en un primer centro de conferencias en el Rixos Al Nasr Hotel en Trípoli. La anterior legislatura de Libia, el Congreso General del Pueblo, se reunia en el Salón del Pueblo, que fue destruido por el fuego durante la guerra civil de Libia.

## Guerra de Libia de 2014
A pesar de que legalmente el mandato del Congreso terminó el 4 de agosto de 2014 en favor de la Cámara de Representantes de Libia, los parlamentarios islamistas del Congreso, entre ellos su presidente, Nuri Abu Sahmain, se negaron a ceder sus escaños y reclamaron su soberanía sobre Libia, dando lugar a una segunda guerra civil en Libia.